# 東佐多町
東佐多町（ひがしさたちょう）は、鹿児島県鹿児島市の町。旧薩摩国鹿児島郡吉田郷東佐多浦村、鹿児島郡吉田村大字東佐多浦、鹿児島郡吉田町大字東佐多浦。郵便番号は891-1302。人口は692人、世帯数は360世帯（2020年4月1日現在）。
享保12年（1727年）の検地によって佐多之浦村が東西に分割され東佐多浦村として設置された。江戸時代には吉田郷の地頭仮屋が置かれ、吉田郷の行政の中心地となっていた。

## 地理
鹿児島市北部（吉田地域）に所在し、北部には150m程度の丘陵があり、中央部を思川が流れ、姶良市との境を本名川が流れている。町域の北方に姶良市蒲生町下久徳、南方から東方かけてに姶良市平松、西方に西佐多町、本城町が接している。
町域を南北に鹿児島県道25号鹿児島蒲生線が、東西には鹿児島県道57号麓重富停車場線が通り、南端をかすめるように九州自動車道が通り、付近の姶良市平松には姶良インターチェンジがある。
古くは西佐多浦（現在の西佐多町）とともに吉田の中心として栄えていた。東麓、東下、城内、五反田などの集落からなる農業地域である。

### 河川
- 思川
  - 本名川

## 歴史

### 先史時代
東佐多町の区域では1968年（昭和43年）から1969年（昭和44年）に九州自動車道の建設に伴って鹿児島県教育委員会の埋蔵文化財調査が実施された結果、小山遺跡が発見されている。主に縄文時代の早期から前期にかけての土器が多く発見されており、後期から晩期にかけては石器が発見されている。最下層Ⅴ層からは縄文時代早期の吉田式土器と集石、Ⅳ層からは縄文時代前期の塞ノ神式土器が発見されているほか、平栫式・円筒形・押型式・岩崎式・指宿式・轟式土器が発掘された。「九州縦貫自動車道関係埋蔵文化財調査報告」によれば、小山遺跡は谷底平野に立地し紡錘形の盆地となっており、このような閉鎖的な孤立した山間の盆地にある遺跡はきわめて特殊としている。

### 中世の佐多之浦
佐多之浦村には松尾城（吉田城とも）があり、応永年間（1394年-1428年）に吉田氏によって築城されたとされる。文明17年（1485年）に吉田氏と島津氏の間で合戦があり、その結果吉田氏が敗れ、以後は島津氏が領有した。永禄5年（1562年）に島津歳久が吉田に移封され天正8年（1511年）に祁答院に移封されるまで松尾城に居城した。その後吉田の全域が薩摩藩島津氏の直轄領となった。

### 佐多之浦の分割と近世の東佐多浦村
東佐多浦という地名は江戸時代より見え、薩摩国鹿児島郡吉田郷（外城）のうちであった。村高は「三州御治世要覧」では1134石余、「旧高旧領取調帳」では1,085石余であった。享保12年（1727年）の「大御支配」と呼ばれる検地によって佐多之浦村が分村され東佐多浦村と西佐多浦村（現在の西佐多町）に分割された。また元文3年（1738年）には東佐多浦村の一部が触田村（現在の姶良市平松の一部）となった。東佐多浦村は外城制による地頭仮屋が置かれており、その周辺に麓集落が形成されていた。また野町と呼ばれる薩摩藩によって指定された商業地が広がっており、寛政年間には17戸の家がの町にあったとされる。寛政6年（1794年）の東佐多浦村の人口は149人であった。
1884年（明治17年）10月には吉田郷の戸長役場が東佐多浦の地頭館跡に設置された。同年の鹿児島県地誌によれば東佐多浦村で商を業とするものが12戸とある。

### 町村制施行以後
1889年（明治22年）4月1日に町村制が施行されたのに伴い、それまでの吉田郷にあたる東佐多浦村、西佐多浦村、本城村、本名村、宮之浦村の区域より鹿児島郡吉田村が設置された。それまでの東佐多浦村は吉田村の大字「東佐多浦」となった。また町村制施行と同時に東佐多浦にあった戸長役場は村役場となり、大字本城（現在の本城町）に移転した。
1963年（昭和38年）には東佐多浦に鹿児島県立蒲生高等学校吉田分校が移転した（1981年（昭和56年）募集停止）。1964年（昭和39年）には吉田小学校の解体校舎を改造して吉田幼児学級園（のちのよしだルンビニー幼稚園）が開設された。1972年（昭和47年）11月1日に吉田村が町制施行し吉田町となった。
2004年（平成16年）11月1日に吉田町が鹿児島郡桜島町、日置郡松元町、郡山町、揖宿郡喜入町と共に鹿児島市に編入された。合併に際して設置された法定合併協議会である鹿児島地区合併協議会における協議によって、吉田町の区域の大字については「字の区域を廃止し、当該廃止された字の区域に相当する区域により新たに町の区域を設定し、その名称については表示案に基づき、各町の意向を尊重し合併までに調整するものとする」と協定された。
前述の協定に基づいて、合併前の10月26日に鹿児島県の告示である「 町の区域の設定及び字の廃止」が鹿児島県公報に掲載された。この告示の規定に基づき、それまでの大字東佐多浦は廃止され、大字東佐多浦の全域を以て新たに鹿児島市の町「東佐多町」が設置された。

## 人口
東佐多町（東佐多浦）の人口の変遷を以下に示す。
| 統計年             | 統計年 | 人口  | 人口 |
| ------------------ | ------ | ----- | ---- |
| 1884年（明治17年） | [ 29 ] | 724   |      |
| 1925年（大正14年） | [ 29 ] | 1,117 |      |
| 1931年（昭和6年）  | [ 29 ] | 1,211 |      |
| 1980年（昭和55年） | [ 29 ] | 974   |      |
| 1990年（平成2年）  | [ 29 ] | 939   |      |
| 1995年（平成7年）  | [ 30 ] | 913   |      |
| 2000年（平成12年） | [ 31 ] | 885   |      |
| 2005年（平成17年） | [ 32 ] | 933   |      |
| 2010年（平成22年） | [ 33 ] | 828   |      |
| 2015年（平成27年） | [ 34 ] | 722   |      |

## 文化財

### 市指定
- 東下の田の神（有形民俗文化財）[35]
- 弘治期の十三仏設斎碑（有形民俗文化財）[35]
- 大永期の勧請石碑（有形民俗文化財）[35]
- 六字名号供養百万遍石塔（有形民俗文化財）[35]

## 施設

### 教育
- よしだルンビニー幼稚園[36]

### 寺社
- 王子神社[37]
- 鎮守神社[37]
- 大悟寺[38]

## 小・中学校の学区
市立小・中学校に通う場合、学区（校区）は以下の通りとなる。
| 町丁     | 番・番地 | 小学校               | 中学校                 |
| -------- | -------- | -------------------- | ---------------------- |
| 東佐多町 | 全域     | 鹿児島市立吉田小学校 | 鹿児島市立吉田北中学校 |

## 交通

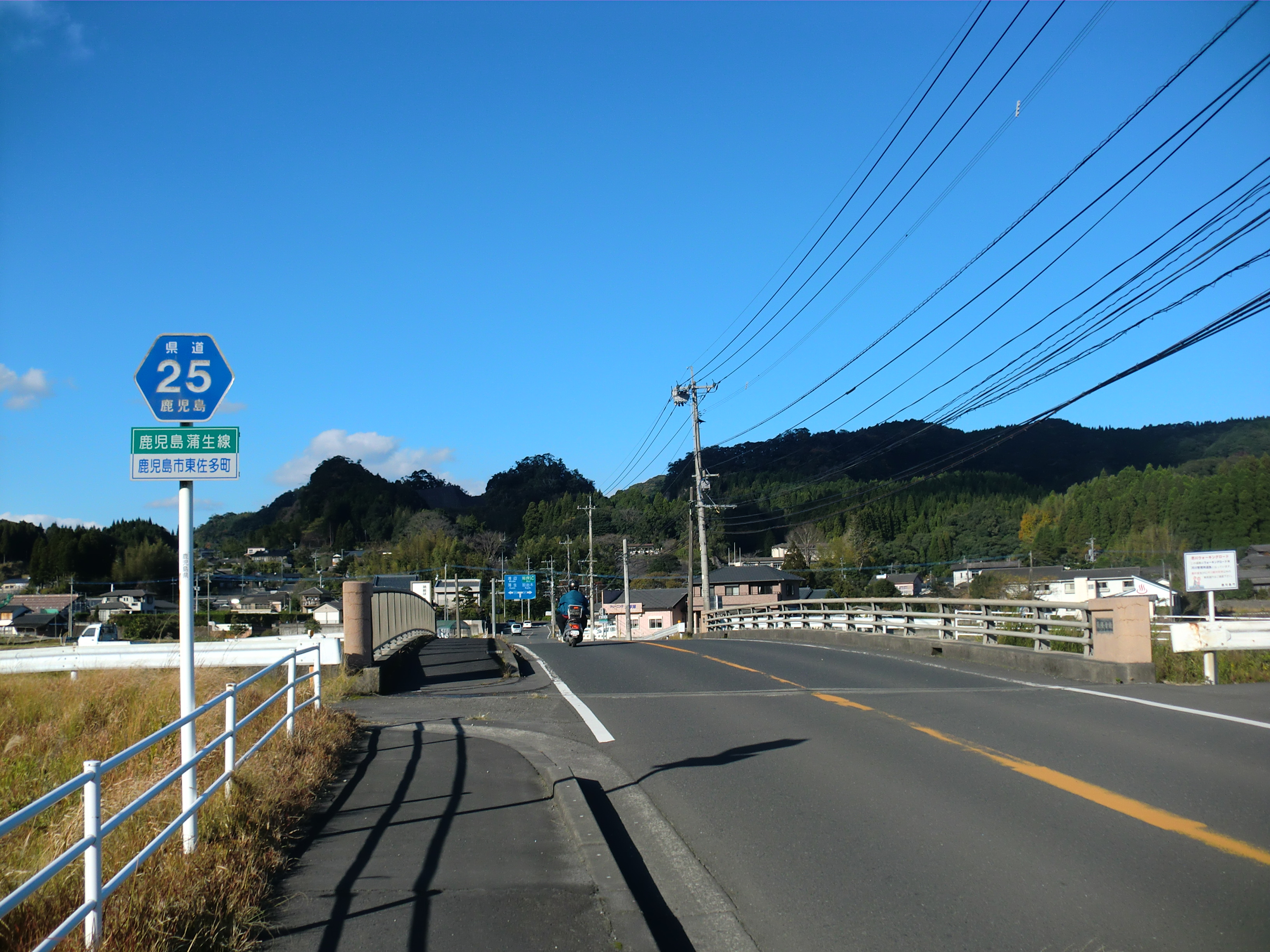
鹿児島県道25号鹿児島蒲生線

### 道路
高速自動車国道
- 九州縦貫自動車道鹿児島線（九州自動車道）

主要地方道
- 鹿児島県道25号鹿児島蒲生線
- 鹿児島県道57号麓重富停車場線

## 出身の著名人
- 谷口慶吉（衆議院議員、農業協同組合指導者、吉田村会議員）[40]